# Wel (dopływ Drwęcy)
Wel (niem. Welle) – rzeka, lewy dopływ Drwęcy o długości 107,45 km i średnim spadku 0,91‰. 
Rzeka przepływa przez województwo warmińsko-mazurskie. Za odcinek źródłowy rzeki Wel uznawany jest niewielki ciek o nazwie Wkra Wielka, który wypływa z południowych stoków Wzgórz Dylewskich na wysokości 210 m n.p.m., w rejonie miejscowości Giętlewo, w okolicy Pałacu Klonowo, na płn-zach. Ciek ten wpływa do jeziora Dąbrowa Wielka i dopiero po wypłynięciu z niego nosi nazwę Wel. Następnie przepływa w okolicach Rybna i płynie na południe przez kilka jezior. W okolicach miejscowości Cibórz tworzy zakole, zmieniając kierunek na północno-zachodni i, meandrując omija od południa Garb Lubawski, przepływa przez miasto Lidzbark pod dziewięcioma mostami. Wypływając z jeziora Lidzbarskiego, płynie przez miejscowość Kurojady i Chełsty, gdzie przyjmuje zdecydowanie odmienny charakter, tworząc wartki potok wpadający na teren powiatu nowomiejskiego. W miejscowości Bratian wpada do Drwęcy.
Przesmyk łączący jeziora Tarczyńskie i Grądy stanowi ścisły rezerwat przyrody.

## Historia
We wczesnym średniowieczu Wel była niewielką rzeką, zaś Wkra nazywana w górnym biegu Wkrą Wielką dopływała do Ciborza, gdzie zmieniała bieg na południowy. Na przełomie XIV i XV w. Krzyżacy zlecili wykonanie przekopu kierując wody większej Wkry w koryto rzeki Wel, która stała się rzeką żeglowną.

## Nazwa
Elektroniczny słownik hydronimów Polski przywołuje historyczne nazwy tej rzeki: Vela, Vel, Welle, ale też Wkra, Wicker etc.
Komisja Nazw Miejscowości i Obiektów Fizjograficznych sugeruje odmianę nazwy Wel w dopełniaczu jako "Wla".